# Andrzej Markowski (Musiker)
Andrzej Markowski (geb. 22. August 1924 in Lublin; gest. 30. Oktober 1986 in Warschau), Pseudonym Marek Andrzejewski, war ein polnischer Dirigent und Komponist. Er war Direktor der Breslauer Philharmonie (1965–1968) und der Gründer des Internationalen Wratislavia Cantans Festivals und dessen erster Direktor.

## Leben
Während des Zweiten Weltkriegs war er Soldat der Heimatarmee (Armia Krajowa) und nahm am Warschauer Aufstand teil. Er war Autor von Besatzungsliedern. Nach der Niederschlagung des Aufstandes wurden er und sein Bruder von den Deutschen im Oflag VII A im oberbayerischen Murnau inhaftiert.

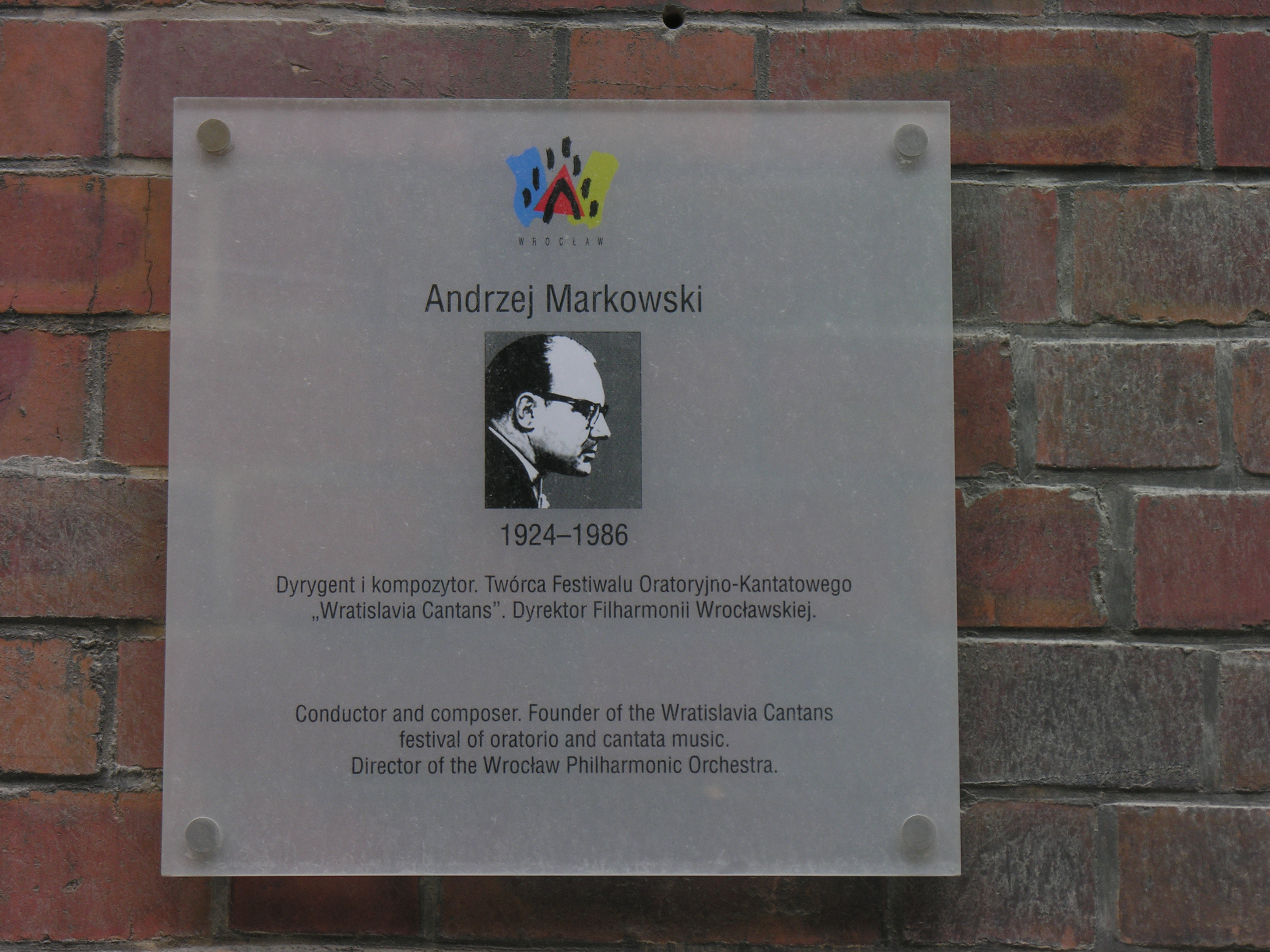
Gedenktafel in Breslau

Er wurde unter anderem am Trinity College of Music in London (1946–1947) und der PWSM in Warschau (1947–1954) ausgebildet. Er war Schüler von Witold Rowicki (Dirigieren) sowie Piotr Rytel und Tadeusz Szeligowski (Komposition).
1966 initiierte er das Wratislavia Cantans Festival.
Er ist Autor zahlreicher Orchester-, Instrumental- und Unterhaltungswerke. Interessiert an neuesten musikalischen Entwicklungen, besuchte er 1959 die Darmstädter Ferienkurse, wo er einen Vortrag über neue Musik in Polen hielt. In der Besucherliste des Siemens-Studios für elektronische Musik taucht sein Name unter denjenigen auf, die das Studio in den Jahren bis 1962 besucht hatten. Dort konnte er sich austauschen über elektronische Klangeffekte, wie er sie in seiner Musik zu dem Film Der schweigende Stern eingesetzt hatte. Als Dirigent führte Markowski verschiedene Werke von Krzysztof Penderecki auf, darunter Utrenja.
Für sein Wirken und Schaffen erhielt er verschiedene Auszeichnungen und Preise. 1965 erhielt er die Auszeichnung des Ministers für Kultur und Kunst und 1974 den Staatspreis 1. Grades.

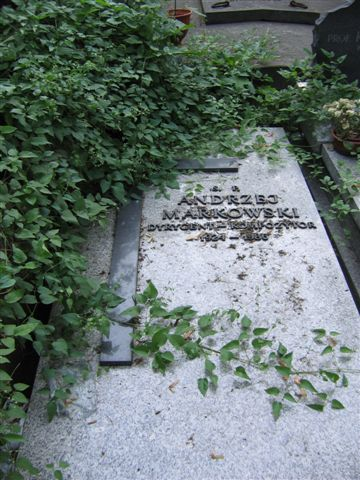
Andrzej Markowskis Grabstein auf dem Powązki-Friedhof in Warschau

Er ist auf dem Powązki-Friedhof in Warschau begraben.

## Gedenktafel
Eine Gedenktafel befindet sich an der Seitenwand eines Wohnblocks in der al. Stanów Zjednoczonych 18 in Warschau, wo Andrzej Markowski von 1965 bis 1986 lebte. Sie trägt die Aufschrift:
| ANDRZEJ MARKOWSKI 1924-1986 DYRYGENT I KOMPOZYTOR TWÓRCA FESTIWALU "WRATISLAWIA CANTANS" DŁUGOLETNI DYRYGENT FILHARMONII NARODOWEJ MIESZKAŁ I TWORZYŁ W TYM DOMU W LATACH 1965-1986 W STULECIE FILHARMONII W WARSZAWIE 1901-2001. | ANDRZEJ MARKOWSKI 1924-1986, Dirigent und Komponist, Schöpfer des Festivals „Wratislavia Cantans“, ein langjähriger Dirigent der Nationalphilharmonie, lebte und arbeitete in den Jahren 1965-1986 in diesem Haus. Anlässlich des 100. Jahrestages der Warschauer Philharmonie 1901-2001. |

## Filmmusik
- Pokolenie (1954)
- Cień (1956)
- Krzyż Walecznych (1958)
- Milcząca gwiazda (1959)
- Wielka, większa i największa (1962)
- Ranny w lesie (1963)
- Legionäre (Popioły) (1965)[6]
- Przekładaniec (1968)[7]
- Pan Wołodyjowski (1969)

## Dirigentenkarriere
- Schlesische Philharmonie (1955–1958)
- Krakauer Philharmonie (1958–1964)
- Breslauer Philharmonie (1965–1969)
- Nationalphilharmonie (Warschau) (1971–1978)
- Artur-Rubinstein-Philharmonie Łódź (1981–1986)